# Maxinquaye
Maxinquaye es el primer álbum de Tricky, un productor discográfico y rapero de Bristol, Reino Unido, emitido en 1995, con la colaboración de Massive Attack y su entonces novia Martina Topley-Bird como vocalista, el álbum es una combinación de hip-hop, soul, dub, rock y música electrónica. Cuando el álbum fue lanzado en los Estados Unidos recibió buena crítica.
El álbum recibió su nombre por la fallecida madre de Tricky, Maxine Quaye, cantante de reggae y soul, que es medio hermana del jazzista Finley Quaye.

## Canciones
Pistas
- 1 Overcome 4:28
- 2 Ponderosa 3:30
- 3 Black Steel 5:39
- 4 Hell Is Around the Corner 3:46
- 5 Pumpkin 4:30
- 6 Aftermath 7:37
- 7 Abbaon Fat Track 4:26
- 8 Brand New You're Retro 2:54
- 9 Suffocated Love 4:52
- 10 You Don't 4:39
- 11 Strugglin' 6:38
- 12 Feed Me 4:02

- Datos: Q1092867